# Саджая, Эдик Автандилович
Э́дик Автанди́лович Саджа́я (груз. ედიკ ავთანდილის ძე საჯაია; род. 16 февраля 1981) — грузинский и российский футболист, защитник.

## Карьера
В российской премьер-лиге провёл 2 сезона, 2001 и 2002 в составе московского «Торпедо», в 2001 году сыграл 2 матча в Кубке УЕФА. В марте 2009 года Саджая получил гражданство России. В сезоне 2009 года футболист провел за дагестанский клуб «Анжи» 30 игр и забил два мяча. В декабре того же года перешёл в ФК «Волга». В матче 1/16 финала Кубка России с нальчикским «Спартаком» Саджая получил повреждение задней поверхности бедра, ставшее рецидивом старой травмы. В сезоне 2011 года футболист перешел в «Химки».
В августе 2011 года в преддверии первых матчей раунда плей-офф Лиги Европы Саджая вернулся в Грузию в состав «Зестапони».